# Cheng Yuelei
Dans ce nom chinois, le nom de famille, Cheng, précède le nom personnel.
Cheng Yuelei né le 28 octobre 1987 à Pékin (Chine) est un footballeur chinois.